# Eduard Łazariew
Eduard Leonidowicz Łazariew (ros. Эдуард Леонидович Лазарев, ur. 19 grudnia 1935 w Swierdłowsku (obecnie Jekaterynburg)) – mołdawski i radziecki kompozytor. Zasłużony Działacz Sztuk Mołdawskiej SRR (1964). Laureat Nagrody Państwowej Mołdawskiej SRR (1966). Ludowy Artysta Mołdawskiej SRR (1978).

## Wybrana muzyka filmowa
- 1964: Zdradziecki strzał
- 1965: Ostatni miesiąc jesieni
- 1976: Wilczym śladem